# Asiatech
Asiatech war der Name eines Formel-1-Motors des in Frankreich ansässigen Unternehmens Asia Motor Technologies. Er basierte auf einer Konstruktion von Peugeot und wurde in den Weltmeisterschaften 2001 und 2002 bei finanziell schwach aufgestellten Teams eingesetzt.

## Hintergrund
Nachdem sich Peugeot mit Ablauf der Saison 2000 aus der Formel 1 zurückgezogen hatte, übernahm Asia Motor Technologies das bestehende Motorenkontingent Peugeots. Technischer Direktor des Projekts war der Argentinier Enrique Scalabroni, Manager des ehemaligen Peugeot-Motorenwerks in Velizy der Belgier Didier Debae. AMT wartete die Motoren und entwickelte sie in geringfügigem Maße weiter. Die Peugeot-Motoren wurden dabei in Asiatech V10 umbenannt. Als langfristiges Ziel gab AMT ein eigenes Formel-1-Team an.

## Renneinsätze

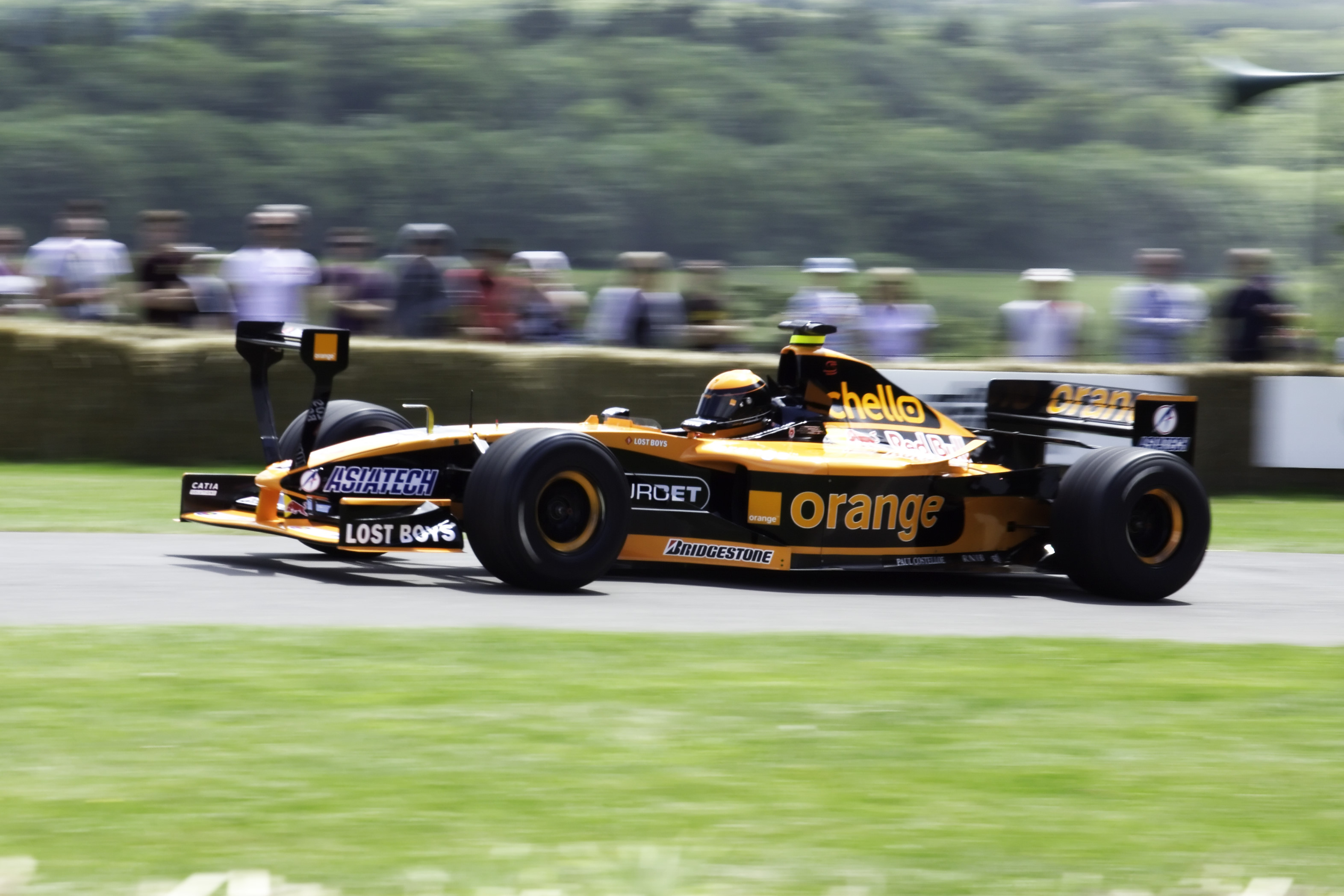
Arrows A22-Asiatech (2001)

In der Saison 2001 belieferte AMT das britische Arrows-Team mit Asiatech-Motoren. Wegen mangelnder Erfolge stieg der Rennstall jedoch nach nur einer Saison auf Cosworth-Aggregate um. Für die Saison 2002 sicherte sich daraufhin Minardi die Asiatech-Motoren für 2002. Das schwach finanzierte Team aus Italien schaffte zwar mit dem fünften Platz des Australiers Mark Webber bei dessen Heim-Grand-Prix einen Achtungserfolg, es blieb jedoch bei den beiden WM-Punkten. 
Mit Ablauf der Saison 2002 zog sich AMT aus der Formel 1 zurück. Zwar hatte es Gespräche mit Jordan Grand Prix über einen Vertrag für die Saison 2003 gegeben; aus finanziellen Gründen wurde daraus jedoch nichts.
Insgesamt bestritten mit Asiatech-Motoren angetriebene Formel-1-Rennwagen 33 Grands Prix und sammelten dabei drei Punkte.

## Statistik
| Saison | Teams   | Fahrer (Punkte)      | Grands Prix | Punkte | Siege | Zweiter | Dritter | Poles | Schn. Runden |
| ------ | ------- | -------------------- | ----------- | ------ | ----- | ------- | ------- | ----- | ------------ |
| 2001   | Arrows  | Jos Verstappen (1)   | 17          | 1      | –     | –       | –       | –     | –            |
| 2001   | Arrows  | Enrique Bernoldi (0) | 17          | 1      | –     | –       | –       | –     | –            |
| 2002   | Minardi | Alex Yoong (0)       | 16          | 2      | –     | –       | –       | –     | –            |
| 2002   | Minardi | Anthony Davidson (0) | 16          | 2      | –     | –       | –       | –     | –            |
| 2002   | Minardi | Mark Webber (2)      | 16          | 2      | –     | –       | –       | –     | –            |
| Gesamt | Gesamt  | Gesamt               | 33          | 3      | –     | –       | –       | –     | –            |